# 小夜啼鳥 (童話)

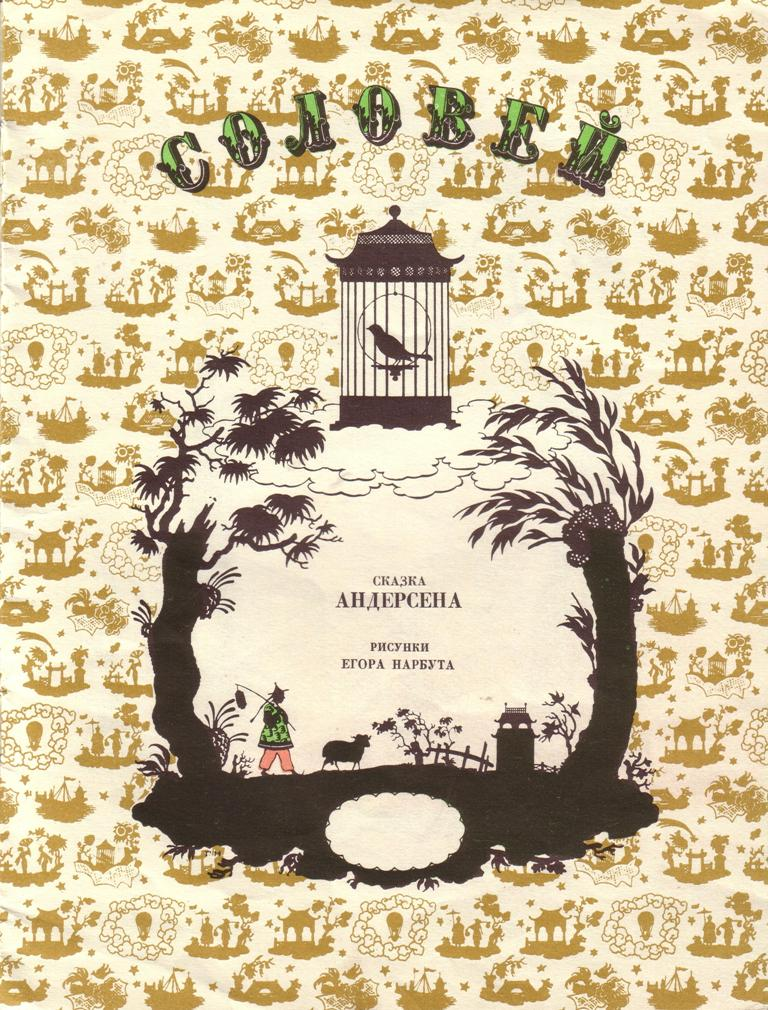
小夜啼鳥（H. I. Narbut）

「小夜啼鳥」（さよなきどり、丁: Nattergalen）は、ハンス・クリスチャン・アンデルセンの創作童話の一つ。中国を舞台にサヨナキドリの鳴き声をめぐって展開していく物語で、当時ヨーロッパで流行していたシノワズリの影響を受けている。アンデルセンが童話作家として充実していた時期の作品であり、『みにくいアヒルの子』などとともにアンデルセンの童話の中で最も有名なもののひとつである。『ナイチンゲール』『夜鳴きうぐいす』の題名でも知られる。

## 出版
本作品は『新童話集 第一冊（丁: Nye Eventyr. I）』に『天使』『仲よし（マリとコマ）』『みにくいアヒルの子』とともに収録され、1843年11月にコペンハーゲンで刊行された。
新童話集は刊行とともに評判を得、アンデルセン自身も後援者のヘンリエッテ・ウルフにあてた手紙に「これらの話はすべての人たちから絶賛されました」「すべての新聞が賞賛し、すべての人が自分で買ったものを読んでくれます」などと書いている。アンデルセンは自分の童話を子どものためだけではなく大人に読ませることも意識し、この童話集から今までタイトルにつけていた「子どものための」という言葉を意識的に省いた。

## ジェニー・リンドとの関係
アンデルセンは生涯に何度か恋をしたがいずれも成就せず、生涯独身で過ごした。本作品はアンデルセンの最後の恋の相手であった、「スウェーデンのナイチンゲール」と呼ばれたオペラ歌手ジェニー・リンドのコペンハーゲン訪問に影響を受けている。アンデルセンは無名のジェニー・リンドの公演と当時流行していたイタリアオペラ（人々はイタリアオペラを選んだ）を、それぞれ本物のさよなきどりと細工物になぞらえて本作を書いた。
アンデルセンはジェニー・リンドとの恋の成就を望んだが、彼女はアンデルセンに好意は抱いていたものの婉曲に断り1852年にドイツの音楽家オットー・ゴルトシュミットと結婚した。
ジェニー・リンドが影響を与えた他の作品として『柳の木の下で』がある。

## あらすじ
中国の皇帝の住む御殿と御苑はとてもきらびやかで広大なものであった。世界中の国々から旅行者が中国の都にやってきて、誰もが御殿と御苑の素晴らしさに感心したが、その中でも御苑の林に住むさよなきどりの声がいちばん素晴らしいと皆が賞賛し、その声は書物を通じて皇帝の耳に入るようになった。しかし皇帝自身はさよなきどりを知らず、ぜひとも声を聞いてみたいと家来たちにさよなきどりを探させる。
家来たちの求めに応じて宮中に赴いたさよなきどりは、その美しい鳴き声で皇帝を感動させ、宮中で暮らすことになったが、ある日、日本の天皇から細工物のさよなきどりが贈られてきた。宝石で飾られた美しい細工物のさよなきどりは、ネジを巻く限り疲れることを知らず同じ節で美しい鳴き声を奏で、皇帝はその鳴き声にすっかり魅了されてしまった。宮中で必要とされなくなった本物のさよなきどりはいつの間にかいなくなってしまったが、それを気に留める者は誰もいなかった。
ところが1年後のある日、細工物のさよなきどりが急に動かなくなり、鳴くことをやめてしまった。1年間にわたってやたらとネジを巻き過ぎた結果、機械のネジが壊れてしまった細工物のさよなきどりは誰も直すことができず、二度と鳴くことはなかった。それ以来、皇帝は深い絶望に沈んでしまった。
それから5年が経ち、皇帝は重い病にかかった。皇帝は死神に憑り付かれていて、もはや助かる見込みはないと思われ、宮中では次の皇帝を決める会議が進められていた。そこに本物のさよなきどりが再びやってきて皇帝に鳴き声を聞かせる。死神はさよなきどりの美しい声を聞くと消えてしまい、皇帝は死の淵から復活した。

## 派生作品
- 『夜鳴きうぐいす』 - イーゴリ・ストラヴィンスキー作曲のオペラ。
  - 『ナイチンゲールの歌』 - ストラヴィンスキー自身が上記オペラを再構成した交響詩及びバレエ作品。
- 『皇帝とウグイス』 - アメリカ合衆国の短編アニメーション映画。(1935年、MGM、ルドルフ・アイジング監督）
- 『皇帝の鶯』 - チェコスロバキアのイジー・トルンカによる長編映画（1948年）
- 『フェアリーテール・シアター』（アメリカ合衆国のオムニバスドラマ）の1エピソードとして映像化された。ミック・ジャガー、バーバラ・ハーシー、マコ岩松、アンジェリカ・ヒューストンらが出演。（1985年5月10日、アメリカ国内でテレビ放映）。